# Percevejo-marrom-da-soja
Percevejo-marrom-da-soja ou Euschistus heros é um inseto que ataca plantas.
É conhecido por ser uma das mais agressivas pragas da cultura da soja. Causa prejuízos com sucção de seiva dos ramos, hastes ou vagens. Caso ataque vagens, pode causar prejuízos de até 30% do potencial produtivo.
Mede quando adulto, 11 mm de comprimento, de coloração marrom, com uma meia-lua branca no final do escutelo e dois espinhos laterais no prototórax. Faz postura em fileira dupla de ovos. As ninfas apresentam-se de coloração clara logo após a eclosão, e mais tarde bem maiores, com o abdome de coloração verde-clara, e têm ainda duas manchas escuras no dorso.
Recomenda-se produtos de carência curta, ou seja, que o produto já seja absorvido pela planta e já não cause problemas ao ser humano.
O percevejo-marrom pode se alimentar de várias plantas, incluindo espécies de leguminosas, solanáceas, brassicáceas e compostas . Na soja, o percevejo-marrom normalmente completa três gerações. Durante o final do verão e o início do outono, uma quarta geração é completada em feijão-guandu. Durante o verão, o percevejo-marrom pode ser encontrado se alimentando da erva daninha conhecida por leiteiro ou amendoim-bravo, mas a reprodução sobre essa planta foi observada apenas em condições de laboratório. No outono, o inseto-praga inicia a procura por abrigos sob a palhada, onde permanece até o próximo verão. Durante esse tempo, o percevejo acumula lipídios e não se alimenta, permanecendo num estado de hibernação parcial. Nesse estado, essa espécie pode passar cerca de sete meses do ano sob extrato vegetal na superfície do solo no entorno das lavouras de soja, como embaixo de folhas caídas de mangueiras, cafeeiros e feijão-guandu, por exemplo.